# St. Andreas (Chemnitz-Gablenz)

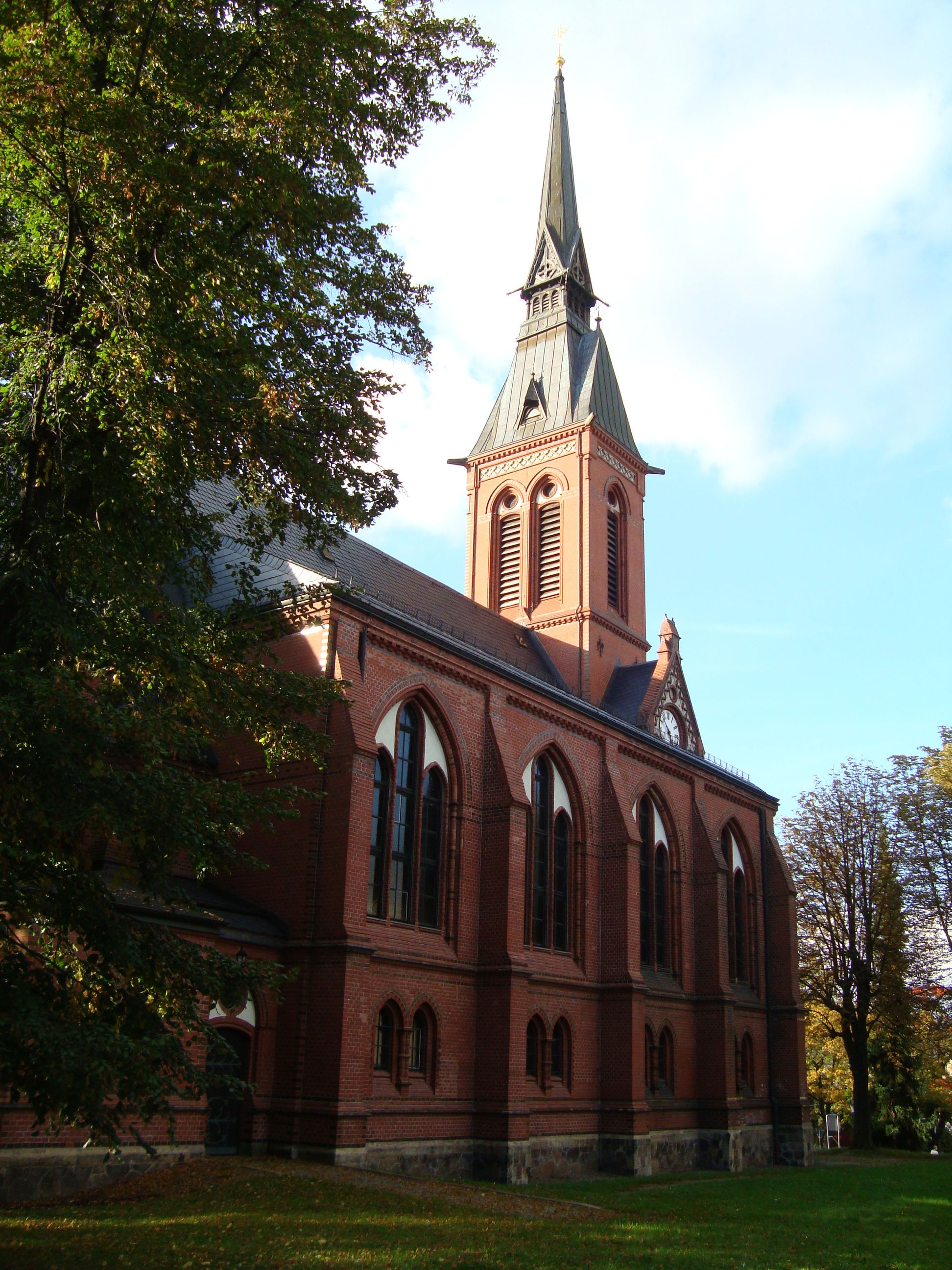
St. Andreas, die neue Kirche von 1889

Die evangelisch-lutherische Pfarrkirche St. Andreas im Stadtteil Gablenz der sächsischen Großstadt Chemnitz wurde für den damaligen Arbeitervorort 1889 gebaut, dessen Bevölkerung stark angewachsen war. Er wurde 1890 nach Chemnitz eingemeindet. Das Gebäude ist ein neogotischer Backsteinbau mit steil aufragendem Westturm in städtebaulich beherrschender Lage auf einer kleinen Erhebung; zusammen mit der vorgelagerten Treppenanlage und dem Kirchplatz ist es mit der Aktennummer 09203919 des Landesamtes für Denkmalpflege Sachsen ein geschütztes Kulturdenkmal.

## Geschichte
Wie viele andere Stadtteilkirchen von Chemnitz hat auch St. Andreas eine typische Entstehungs-, Bau- und Wiederaufbaugeschichte. Das lag an der Entwicklung des kleinen vorindustriellen Dorfes Gablenz zu einem bevölkerungsreichen Stadtteil von Chemnitz.

### Anlass zum Bau
Das Waldhufendorf Gablenz – benannt nach dem Fluss, an dem es liegt – war bis ins 19. Jahrhundert hinein rein agrarisch geprägt. Aufgrund des Bevölkerungszuwachses in Chemnitz und Umgebung durch die Industrialisierung wurden weitere Kirchen benötigt. Gablenz gehörte bis zum 27. November 1874 zur Johannis-Gemeinde Chemnitz, dann wurde es eine eigenständige Kirchgemeinde und Bauplätze und Gelder für den Bau einer neuen Kirche mussten beschafft werden. Am 14. Mai 1888 wurde der Grundstein für die neogotische Kirche nach dem Entwurf des Architekten Hermann Knothe-Seeck gelegt. Am 1. Dezember 1889 wurde die Kirche eingeweiht, nachdem die Orgel von der Firma Kreutzbach aus Borna eingebaut worden war.

### Besonderheiten

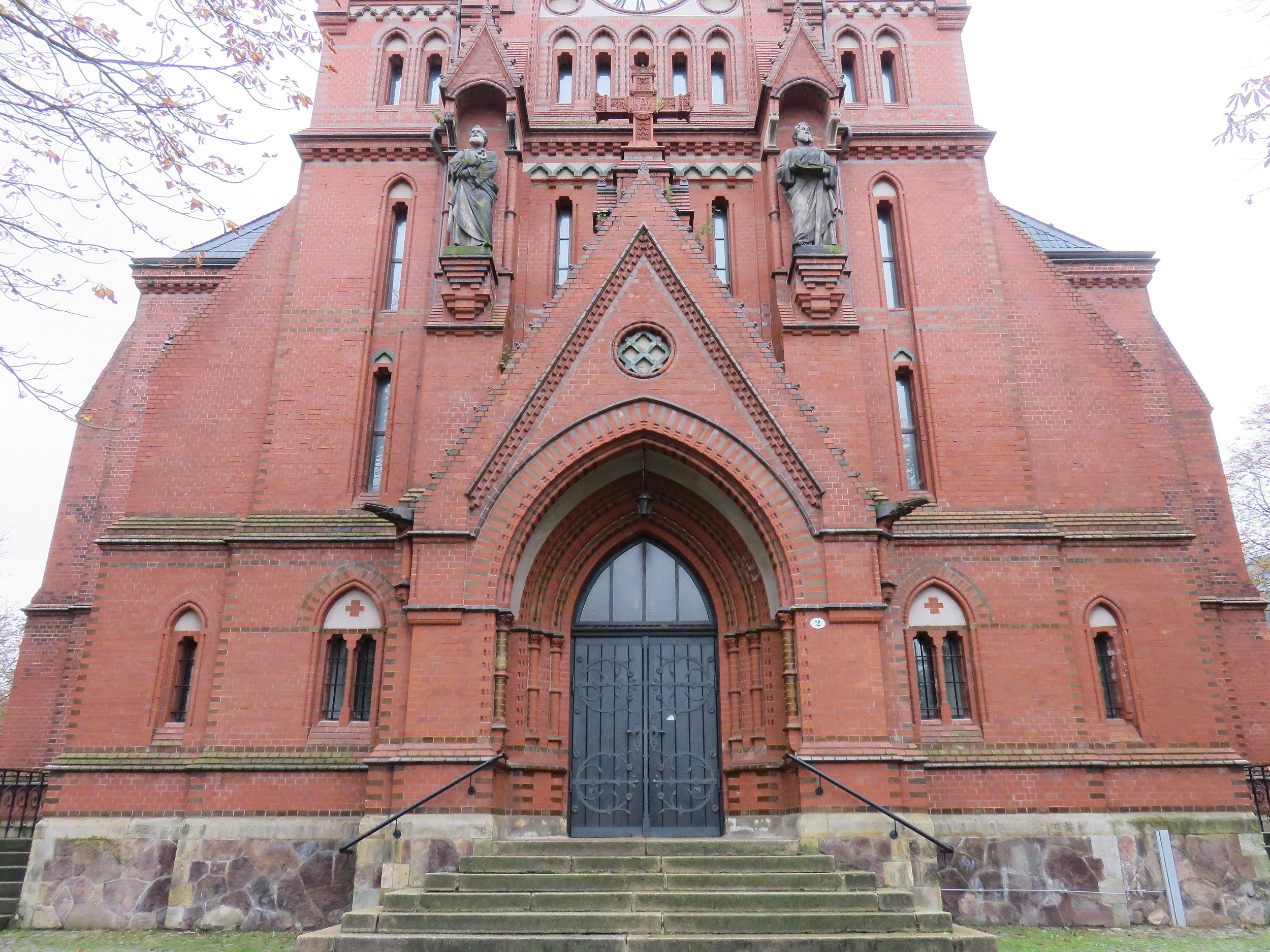
Über dem Portal stehen die Figuren St. Petrus und St. Paulus

Der Turm hat entgegen den sonstigen Gepflogenheiten keinen quadratischen Grundriss, sondern einen rechteckigen. Diese Rechteckform wird bis zum Spitzdach über dem Glockenturm beibehalten. Erst dort mündet der Turm in einen quadratischen Grundriss, auf dem sich die für die Kirche eigentümliche Spitze aufbaut. Auch das Holztonnengewölbe, die wiedergewonnenen Emporen-Brüstungsmalereien, die Kanzel und das Orgelprospekt sind Relikte aus der Bauzeit. 1899 schenkte das Königliche Ministerium zwei überlebensgroße Figuren der Apostel Petrus und Paulus, die zu beiden Seiten oberhalb des Hauptportals angebracht wurden.

### Namensgebung
Wegen der Eingemeindung des Dorfes Gablenz in die Stadt Chemnitz am 1. April 1900 wurde es notwendig, der Gablenzer Kirche einen Namen zu geben. Da es in der Stadt bereits eine Petri- und eine Pauli-Kirche gab, konnte sie nicht den Namen einer der gestifteten Apostelfiguren erhalten. Man einigte sich auf den Namen Sankt-Andreas-Kirche.

## Beschädigung und Restaurierungen
Bei der Bombardierung von Chemnitz am 5. März 1945 wurde die Kirche durch eine Luftmine schwer beschädigt. Die Altarwand der Apsis war total zusammengebrochen.

### Restaurierungen
Schon 1948 nahm die Gemeinde den Wiederaufbau des Altarraumes in Angriff. Aus Geldmangel verzichtete man auf die gewinkelte Form der Apsis und setzte eine gerade Wand als Abschluss. Der Grafiker Heinz Dörjer wurde beauftragt, diese neue mächtige Wand mit einem Schriftteppich zu zieren. Der Künstler wählte dafür die Bergpredigt Jesu. Dazu malte er in 120 Zeilen zu je 100 Buchstaben von je sechs Zentimetern Höhe 12.000 Buchstaben aus freier Hand an die Wand. Der Buchstabengrundton ist in einem warmen dunkelbraunem Ton gehalten, die Kernsprüche sind in dunkelroter Farbe hervorgehoben. Am 17. Oktober 1948 erfolgte die Wiedereinweihung. Seitdem feiert die Gemeinde den 3. Sonntag im Oktober als Kirchweihfest.
Am 22. Juli 1956 erfolgte die Weihe der jetzigen aus Hartstahl bestehenden Glocken mit den Tönen f', as' und b'. Die vorherigen Bronze-Glocken mussten – wie in den meisten Kirchgemeinden auch – im Ersten und Zweiten Weltkrieg zum Einschmelzen als Kriegsmaterial abgegeben werden.
1972 und 1976 wurden die vier Querdächer abgebaut, weil in den Kehlen zwischen Haupt- und Querdächern fast in jedem Jahr in der Schnee- und Frostperiode Schäden entstanden waren, die hohe Kosten verursachten und in der DDR-Zeit wegen Materialmangels oft nur sehr mangelhaft repariert werden konnten. Die etwas blockartige Form wurde dadurch leichter und beschwingter.

### Orgel
Durch die Kriegsschäden hatte auch die Orgel gelitten. Erste Reparaturversuche mussten wegen der Währungsreform auf die nötigsten Arbeiten beschränkt werden. So konnte erst in den 1950er Jahren eine umfassende Reparatur vorgenommen werden, die allerdings nicht alle Schäden behob und eine aufwändige Pflege und Wartung in den Folgejahren nötig machte. 1979 wurde der Neuaufbau des Instruments geplant, der die gesamte Erneuerung der Windladen einschloss. Wegen der Einführung der deutschen Währungs-, Wirtschafts- und Sozialunion 1990 verzögerte sich der Beginn der Arbeiten. Erst 1995 konnte der Auftrag erteilt werden.
Am 5. Oktober 1997 erfolgte die Wiedereinweihung der Orgel nach einem Neuaufbau durch die Zittauer Werkstatt A. Schuster & Sohn: Auf vier Teilwerken (Hauptwerk, Rückpositiv, Brustwerk, Pedalwerk) sind 37 Register mit den Möglichkeiten von 40 Registern spielbar. Das Instrument hat 2.700 Pfeifen, davon ist die größte über 5 m lang (mit Fuß), die kleinste nur wenige Millimeter.

### Hundertjahrfeier
Vor der Hundertjahrfeier der St.-Andreas-Kirche nahm man eine gründliche Renovierung des Innenraumes vor. Man beseitigte die schwarze Übermalung an den Emporen und am Gestühl, frischte den Schriftblock an der Wand hinter dem Altar auf und baute eine Heizung ein.
Ab 1998 gab es weitere Reparaturen und Erneuerungen, insbesondere wurde der Turm gesichert. 2000 wurde eine Zufahrt für Rollstuhlfahrer angelegt.

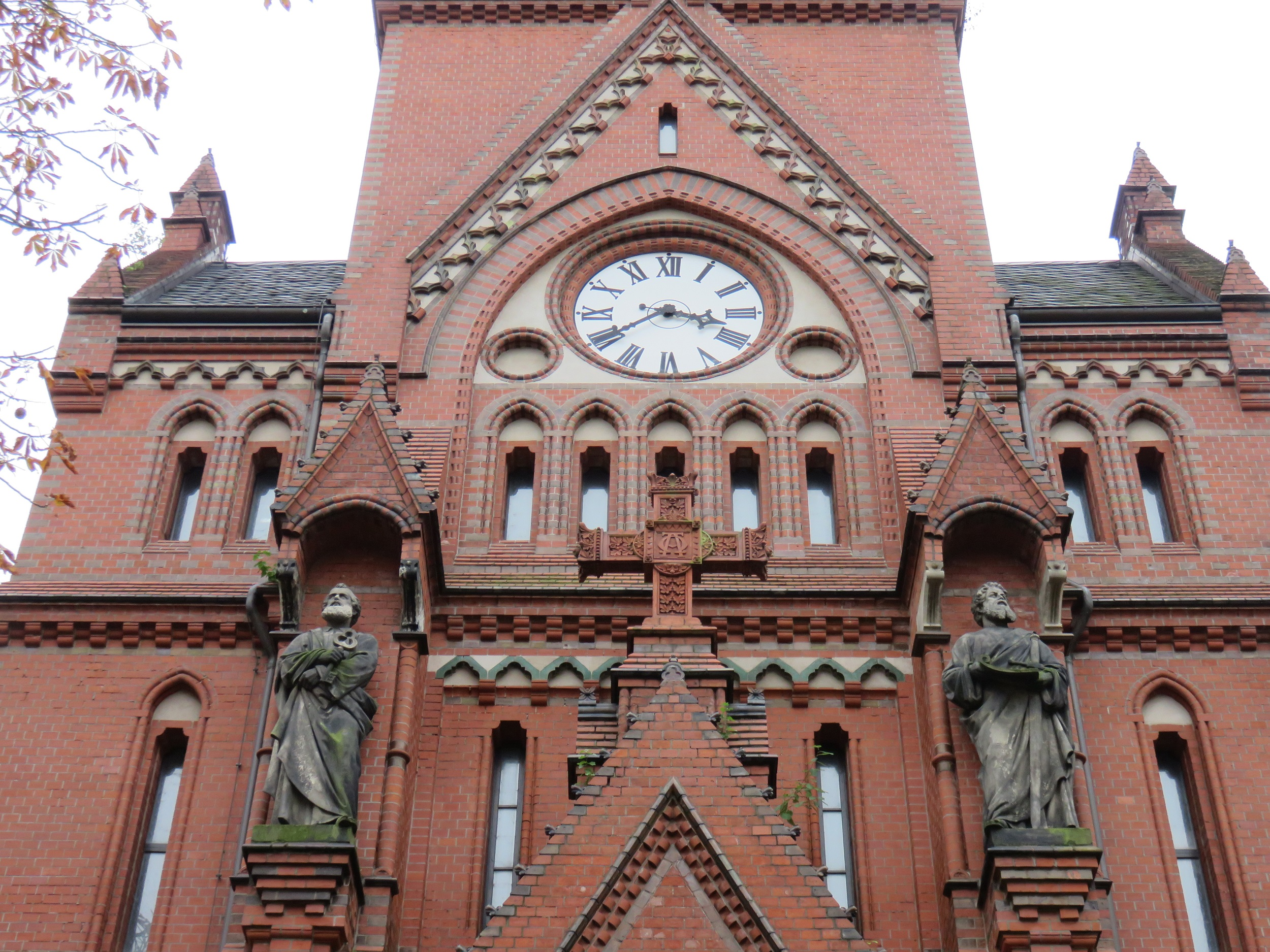
Die geschenkten Heiligen
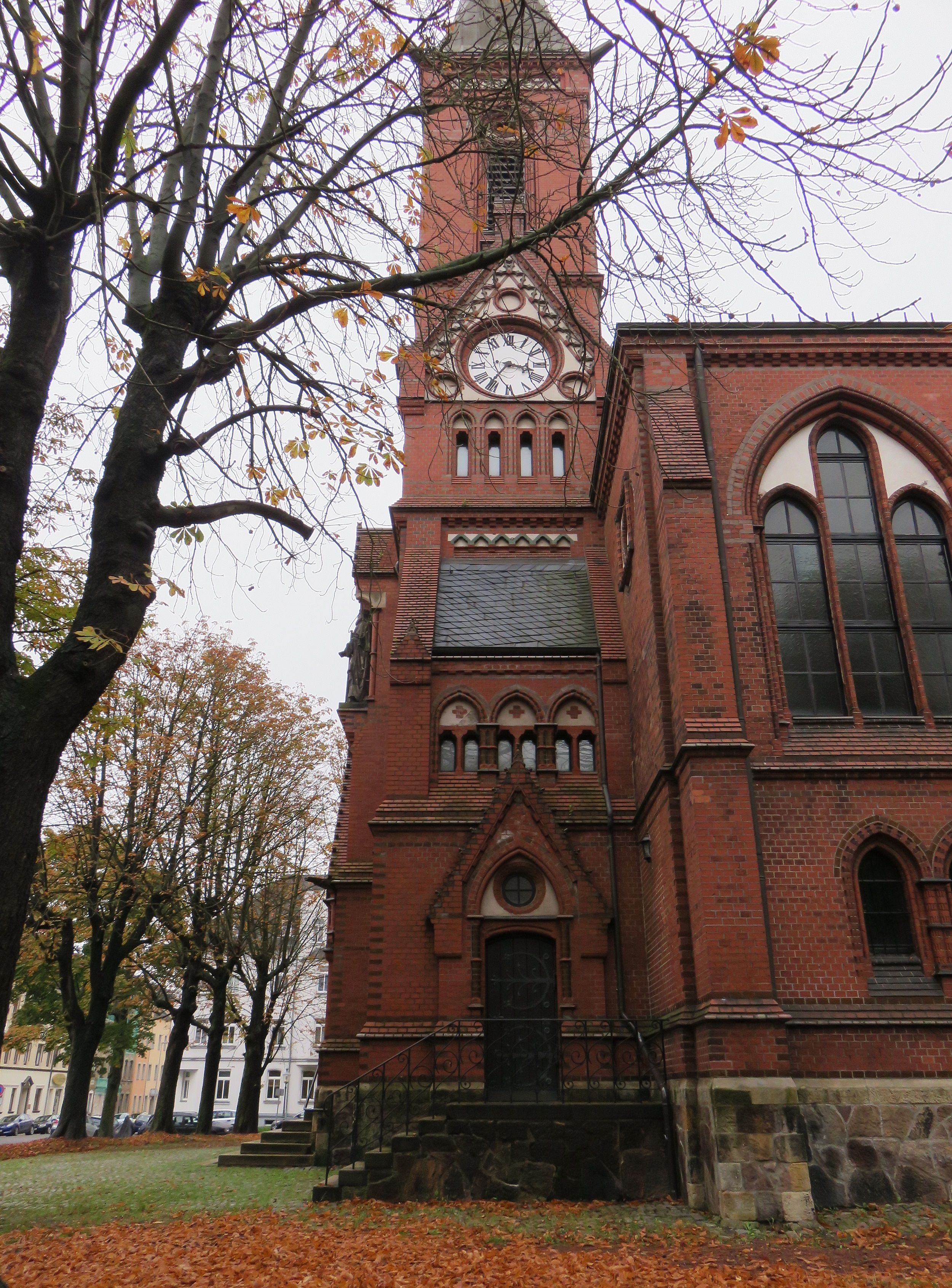
Der Turm von der Seite gesehen
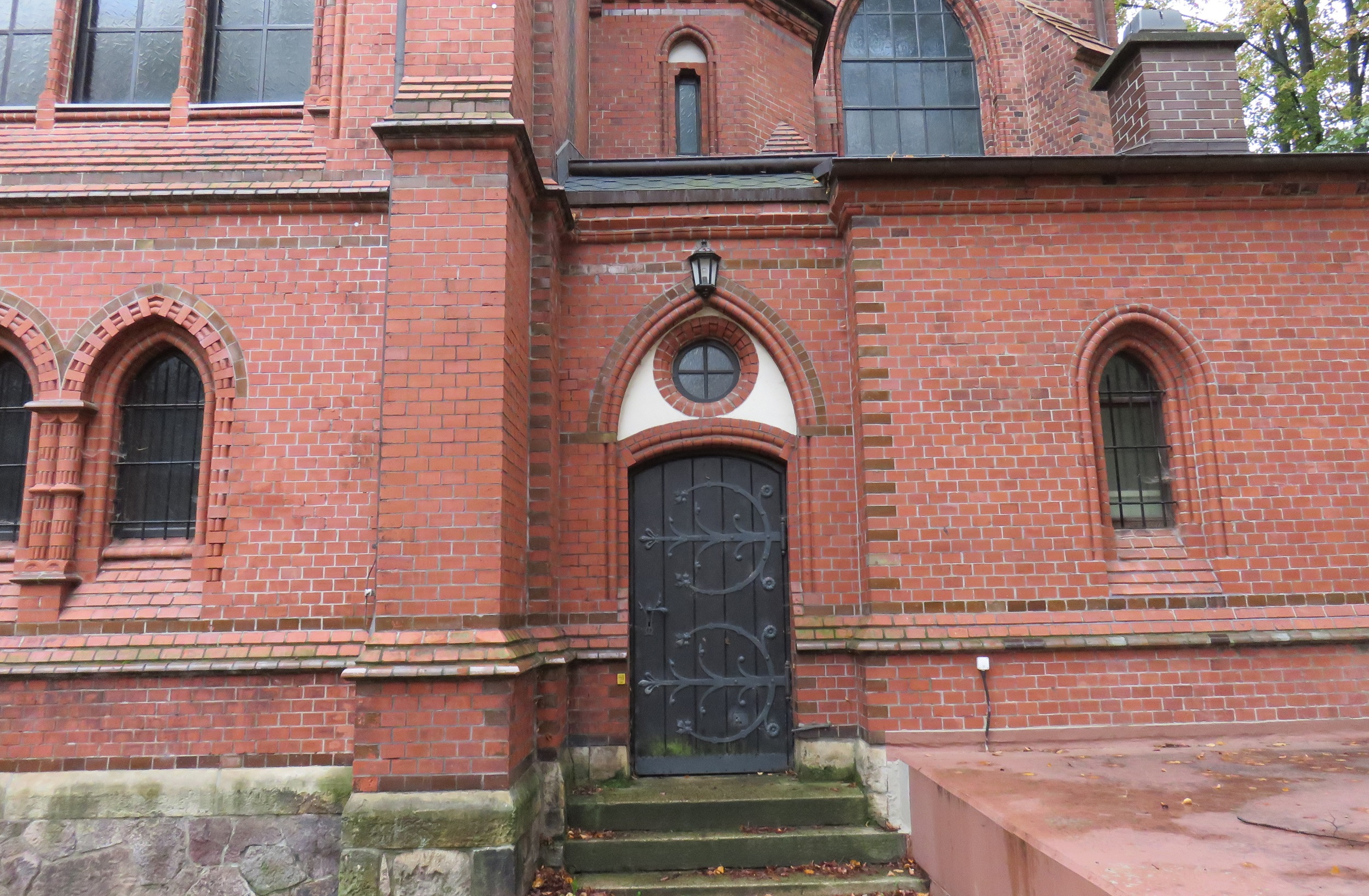
Außenwandge- staltung
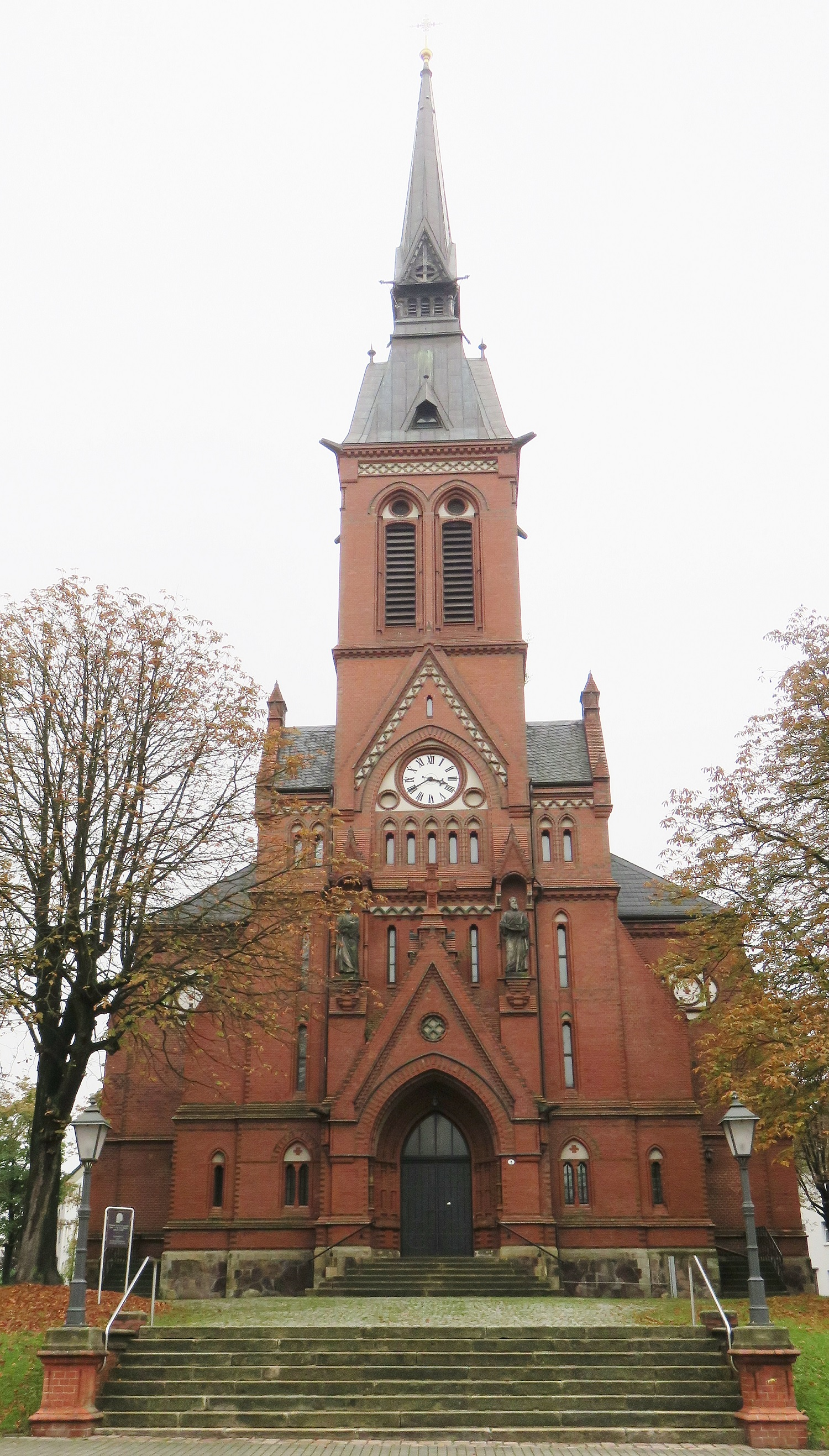
Turm in voller Größe
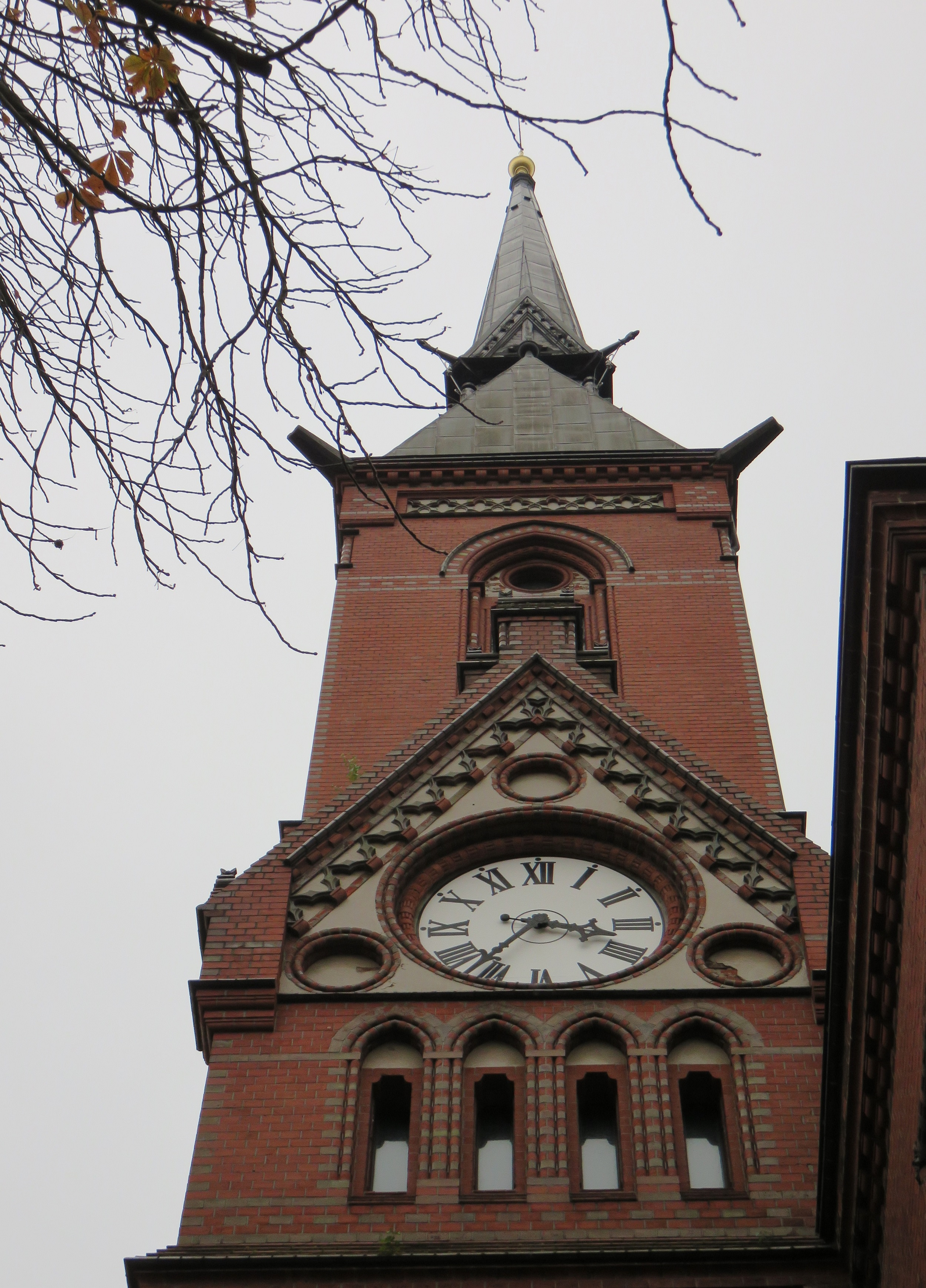
Uhr und Turmspitze
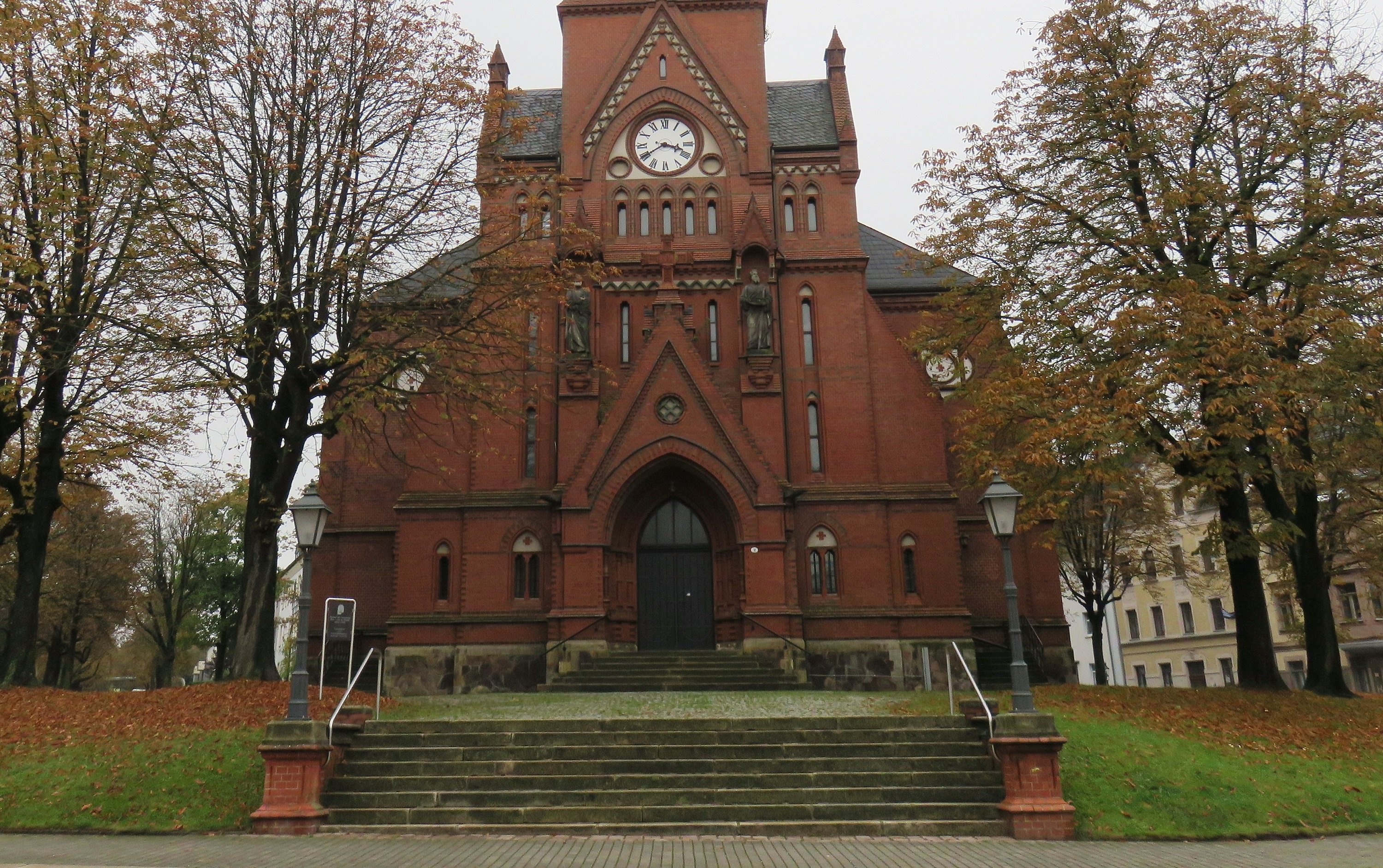
Denkmalge- schützte Treppenanlage mit Kirchplatz
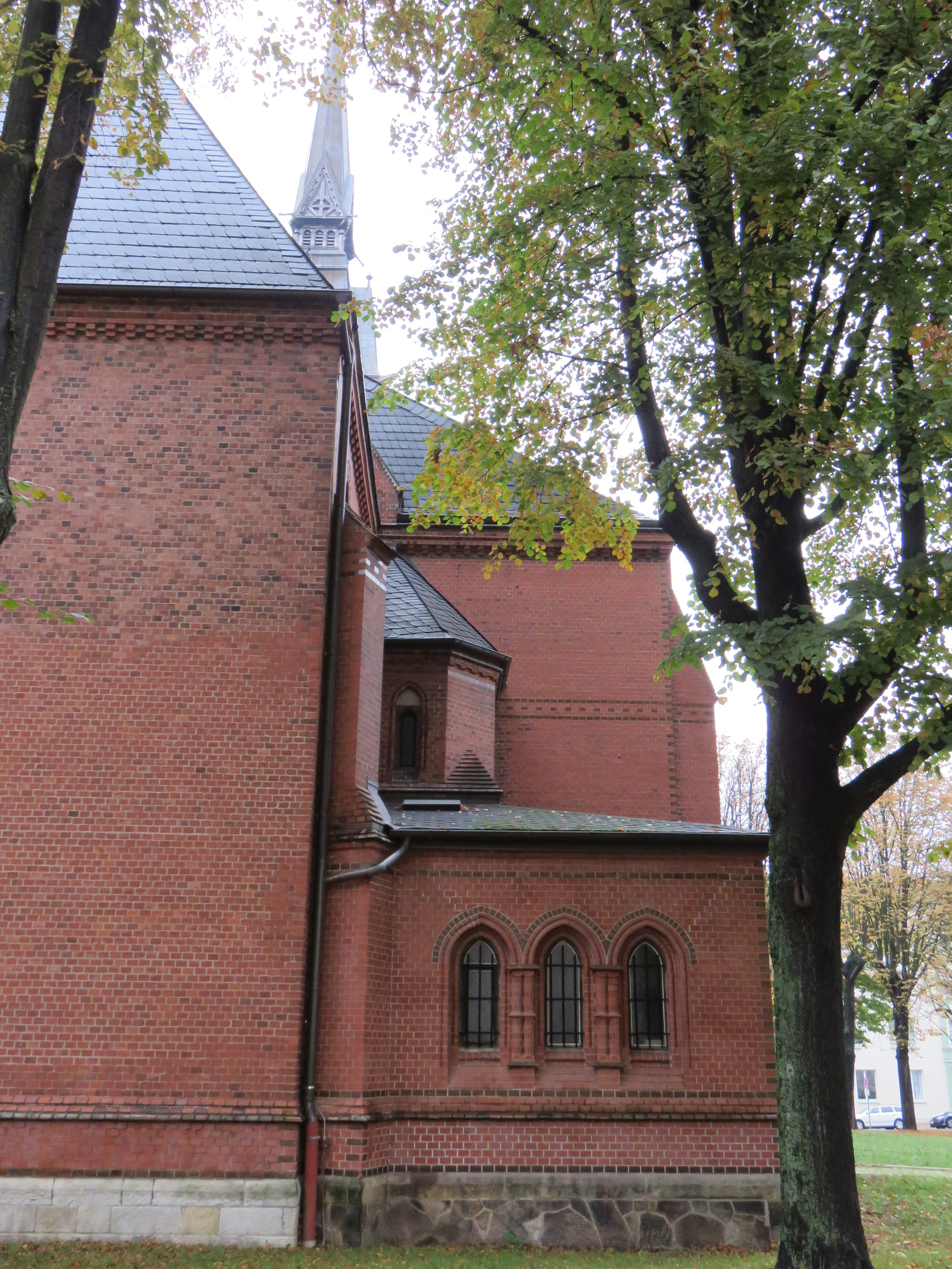
Apsisrückwand – Kennzeichen der Wiederherstellung